# Verbo irregolare
Si definiscono verbi irregolari quei verbi che non seguono le comuni regole di flessione o i paradigmi coniugativi di una determinata lingua. Questo concetto diventa in special modo importante durante l'apprendimento di una seconda lingua, in cui la coniugazione di verbi viene imparata meccanicamente e ogni eccezione non è immediata, e pertanto deve essere annotata anche perché spesso i verbi irregolari sono tra quelli che vengono usati più spesso.
Durante un'analisi linguistica, è più probabile che il concetto di verbo irregolare venga usato in psicolinguistica e negli studi sull'acquisizione della prima lingua, in cui si cerca di determinare e analizzare come essa venga elaborata dal cervello umano. Durante il ventesimo secolo è stato portato avanti un dibattito riguardo alla modalità di apprendimento del linguaggio da parte dei bambini, ovvero se essi assimilino ogni forma verbale come un singolo elemento lessicale, o se deducano la coniugazione corretta di un verbo attraverso l'applicazione di regole grammaticali. Dato che un bambino può sentire il verbo per la prima volta e immediatamente riusarlo coniugandolo correttamente e allo stesso tempo non coniugare correttamente un verbo che presenti forme irregolari, è chiaro che il cervello elabora la lingua attraverso delle regole, ma anche che le forme irregolari devono essere apprese diversamente.
In glottologia è invece raro vedere impiegato il termine "verbo irregolare": dato che molte irregolarità verbali possono essere spiegate con un'analisi storica dell'evoluzione della lingua, non ha senso parlare di verbi irregolari in uno studio diacronico. 

## Verbi irregolari composti
In alcune lingue, i verbi irregolari possono creare composti attraverso dei prefissi, che mantengono le caratteristiche del verbo di cui sono composti nei tempi in cui quest'ultimo è irregolare. Tuttavia questa regola non viene presa in grande considerazione perché non è possibile prevedere in quali casi funzioni o no. 
- esempi in inglese:
  - to withhold si coniuga esattamente come to hold  (es al past simple: to hold → held - to withhold → withheld)
  - to become come to come (to come → became (es. to come è came - to become → became)
  - to broadcast si coniuga come to cast (es al past simple e past participle rimane invariato to broadcast → broadcast → broadcast esattamente come to cast → cast → cast)
- esempi in spagnolo[1]:
  - detener si coniuga esattamente come tener (mantengono le stesse forme irregolari, come ad esempio nella prima persona del presente indicativo detengo come tengo o nella terza persona del preterito indefinido detuvo come tuvo)
  - maldecir si coniuga esattamente come decir (es. nella 1º persona singolare del presente indicativo maldigo e digo, o nella 3º persona del preterito impefecto maldijo e dijo)
- esempi in latino:
  - probabilmente il caso più noto è costituito dai composti del verbo esse (essere), come adesse, abesse, desse, intesse, interesse, posse e praesse, che si coniugano esattamente come esse.
- esempi in italiano:
  - tra gli esempi più noti vi sono i composti di dire (maledire e benedire) e fare (disfare e soddisfare). Generalmente la coniugazione corretta segue fedelmente i verbi da cui derivano (benedicevo, soddisfacciamo), oppure alla coniugazione originale se ne affianca una colloquiale ritenuta generalmente scorretta (benedivo, soddisfiamo)[2][3], ma di uso sempre più diffuso.
- esempi in tedesco:
  - in tedesco i verbi composti sono molto diffusi, specialmente i composti preposizione + verbo (che possono essere separabili o inseparabili), il cui significato perde completamente ogni contatto col significato originale. I composti di verbi irregolari come nehmen, kommen, gehen, holen, stehen ecc. mantengono nella coniugazione le irregolarità del verbo da cui derivano (es. nehmen → presente nehme, nimmst, nimmt etc., participio passato genommen - zunehmen → pres. zunehme (nehme... zu), zunimmst (nimmst... zu), zunimmt (nimmt... zu), part. pass → zugenommen).

## Irregolarità ortografiche
Mentre in psicolinguistica e negli studi sull'apprendimento della lingua materna le irregolarità ortografiche hanno poca rilevanza (d'altronde la grafia è arbitraria e secondaria all'evoluzione orale della lingua), durante l'apprendimento di una lingua che non sia quella materna si fa particolare attenzione alle irregolarità ortografiche.
Vi sono infatti alcune irregolarità che sono prettamente ortografiche; ad esempio in spagnolo, verbi come rezar (che si coniuga al congiuntivo presente con rece, reces, rece, ecc.) presenta in alcuni tempi verbali una sostituzione di z con c nella radice. Questo tipo di variazione, però, è subordinato al mantenimento del suono [θ], una fricativa dentale sorda (dato che la grafia "zi" e "ze" in spagnolo non esiste, a meno di prestiti, adattamenti e parole straniere - es. Nueva Zelanda). Allo stesso modo, anche in verbi come pagar, quando la desinenza da a cambia in e, alla g della radice si aggiunge gu per preservare il suono [ɡ] che rappresenta una occlusiva velare sonora (es. al presente congiuntivo, yo pague). È pertanto una variazione prettamente ortografica, perfettamente prevedibile (chiunque conosca le regole fonetiche spagnole, infatti, avrebbe potuto capire che l'ortografia sarebbe cambiata nel presente congiuntivo) e non può considerarsi una reale irregolarità.
Anche l'inglese ha casi simili; il verbo to pay, ad esempio è foneticamente regolare: I pay, I paid, I have paid si pronunciano tutte in modo prevedibile. Tuttavia la variazione ortografica non presenta schemi regolari e prevedibili: per esempio pay e lay diventano al past simple paid e laid, ma sway e stay rimangono regolari con swayed e stayed.

## In italiano
In italiano, ad esempio, si considerano irregolari quei verbi che presentano o una modificazione della radice non prevedibile per esigenze ortografico-fonologiche (si veda il dittongo mobile o la necessità della -h- in alcune voci dei verbi in -care) o per la presenza di desinenze non appartenenti alla coniugazione standard (per esempio venuto nonostante la terza coniugazione preveda il suffisso -ito per il participio passato).
Non sono invece generalmente considerati irregolari, ma semplicemente difettivi, i verbi mancanti di alcuni modi o tempi.
Molte delle irregolarità verbali italiane sono riassumibili e spiegabili come segue:
- Numerose basi tematiche anomale rispetto all'infinito sono spiegabili riconducendole a forme arcaiche dei verbi: facevo di fare dall'arcaico facere.
- Nel presente indicativo e congiuntivo di alcuni verbi sono presenti desinenze in -go o ga estranee all'infinito, che provengono da rifacimenti fatti nel latino volgare di tali verbi sul modello di altri verbi latini che effettivamente contenevano tali desinenze: es valgo (valere)
- Nel futuro e nel condizionale di alcuni verbi sono presenti anomalie dovute a sincopi della vocale tematica (sapere → sap(e)rò), in alcuni casi se il gruppo consonantico formatosi non è tollerato dalla lingua si ha poi assimilazione regressiva (produc(e)rò → *producrò (\produʧˈro\) → produrrò). Talvolta le due forme, quella intera e quella sincopata, possono convivere: morirò e morrò.
- Nel passato remoto sono presenti numerosi cosiddetti perfetti sigmatici finenti in -si, che possono essere di diversa provenienza: 1) risalenti direttamente dal latino (mīsi → misi); 2) derivati dal volgare per attrazione del supino (respōnsum → respōnsi, invece di respōndi → risposi); 3) assimilazione (dīxi → dissi).
- Nel passato remoto sono presenti voci che presentano una consonante doppia, il fenomeno deriva da perfetti latini terminanti in -ui (/wi/): tĕnui → tenni, in alcuni casi hanno esitato -cq- (tăcui → tacqui).
- Nel participio passato sono presenti diverse irregolarità in -to e in -so spesso derivanti dalla base latina: dĭctum → detto; mentre quelli in -sto (nascosto) vengono ritenuti una probabile formazione derivante dalla fusione dei due precedenti e per analogia.